# Plathypena revoluta
Plathypena revoluta là một loài bướm đêm trong họ Erebidae.